# Liberazione di Pietro

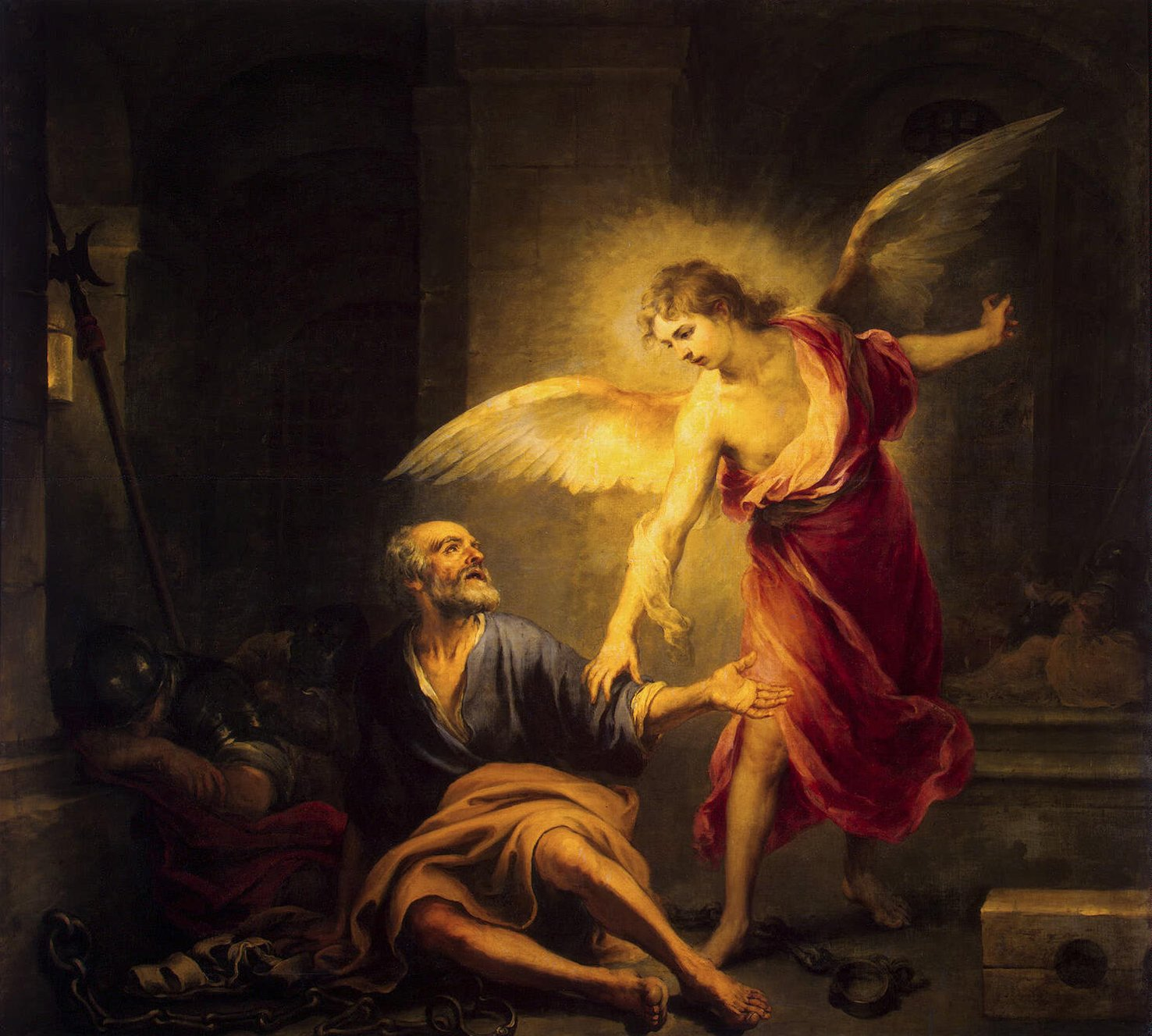
La liberazione di san Pietro di Bartolomé Esteban Murillo, museo dell'Ermitage

La liberazione di Pietro è un evento descritto negli Atti degli Apostoli: gettato in prigione per ordine di re Erode, l'apostolo Pietro venne miracolosamente liberato da un angelo. La vicenda ha ispirato varie opere d'arte ed è ricordata anche nell'intitolazione di numerose chiese, in genere con il nome di San Pietro in Vincoli.

## Racconto biblico

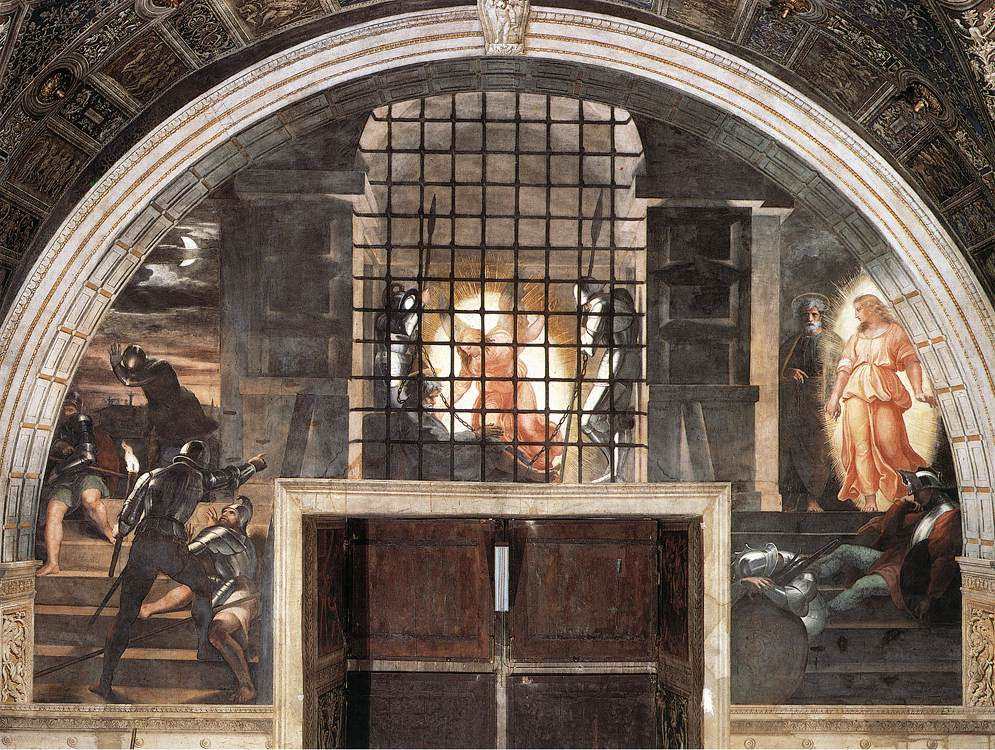
La Liberazione di san Pietro di Raffaello

La storia è riportata nel dodicesimo capitolo degli Atti degli Apostoli, versetti 12:1-11: dopo aver fatto uccidere Giacomo il Maggiore, re Erode Agrippa I decise di far arrestare anche Pietro; l'apostolo venne catturato a Gerusalemme nei giorni della Pasqua ebraica, così il re lo fece incarcerare, incatenato e piantonato da soldati, con l'intenzione di processarlo dopo le festività. Nell'ultima notte che avrebbe dovuto passare in galera, un angelo mandato da Dio apparve nella cella e, sciolte le catene, sollecitò Pietro ad alzarsi, vestirsi e seguirlo. Pietro, credendo di stare sognando, obbedì e venne scortato dall'angelo fuori dalla prigione e in città: dopodiché l'angelo scomparve, e Pietro si rese conto di essere effettivamente libero.
Pietro si recò alla casa di Maria, la madre di Giovanni-Marco, dove diversi membri della comunità cristiana locale erano riuniti, e alla porta lo accolse una fanciulla di nome Rode; quando ella corse ad informare gli altri della presenza di Pietro questi non le credettero, fino a che non lo videro di persona. Dopo l'evasione di Pietro, Erode fece mettere a morte le guardie (At12:10-19).

## Nell'arte
La liberazione di Pietro è un tema artistico religioso che ha ispirato vari autori. Tra le opere si può citare la Liberazione di san Pietro, uno degli affreschi più celebri di Raffaello Sanzio, eseguito nella stanza di Eliodoro dei Musei Vaticani. La scelta del soggetto per quest'opera venne suggerita all'artista da papa Giulio II, come auspicio per la salvezza della Chiesa che era in quegli anni minacciata militarmente.

## Culto

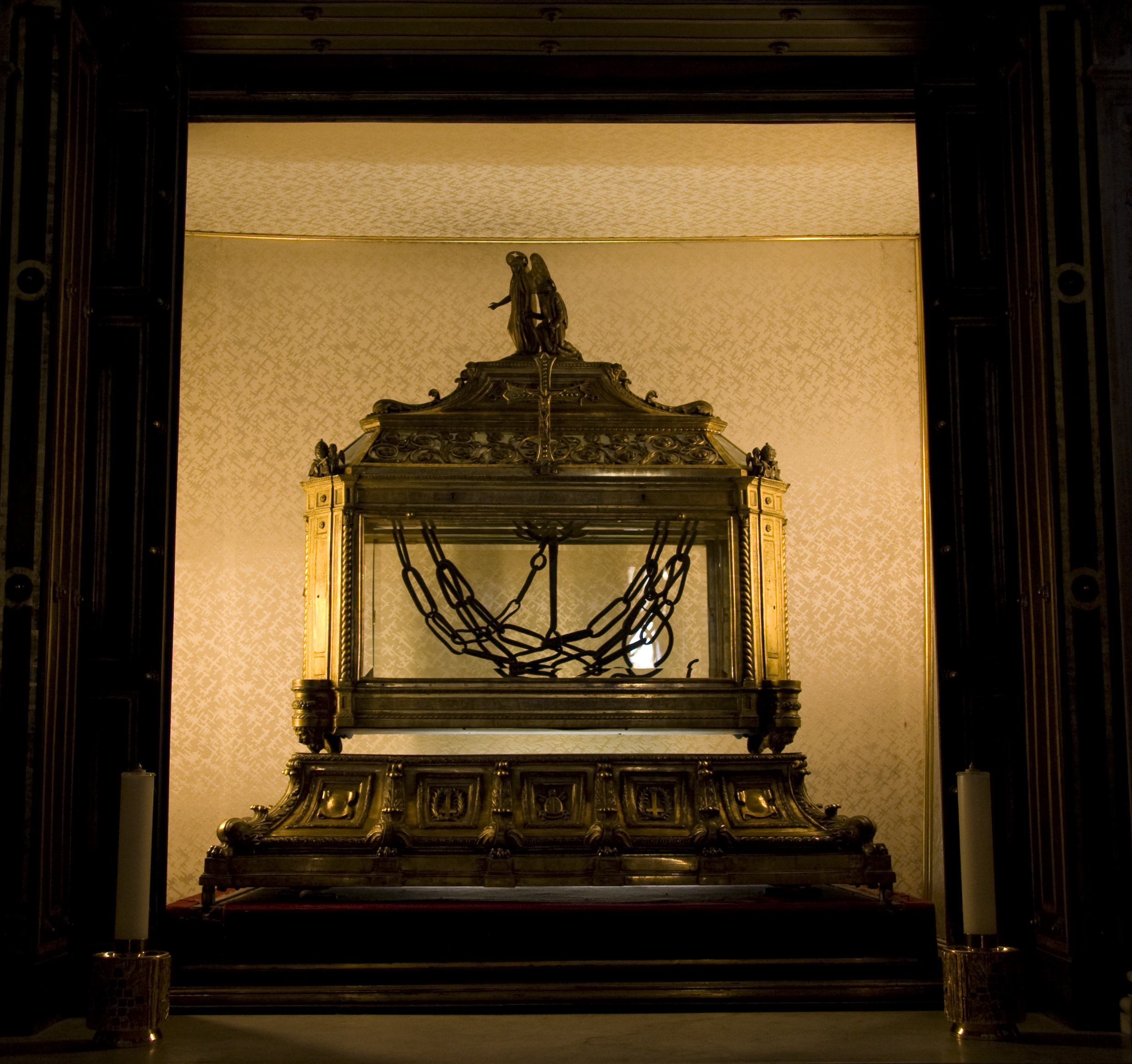
Le catene di san Pietro nella basilica di San Pietro in Vincoli

La Chiesa cattolica festeggia la liberazione di san Pietro, o festa di san Pietro in Vincoli, il giorno 1º agosto. A questa vicenda sono intitolate anche numerose chiese, tra cui la basilica di San Pietro in Vincoli a Roma dove, secondo la tradizione, sarebbero custodite le catene con cui Pietro venne imprigionato in quell'occasione, nonché quelle con cui venne legato durante la prigionia nel carcere Mamertino.